# 紅林吉治
紅林 吉直（くればやし よしなお）は、戦国時代の武将。

## 生涯
父は今川氏に仕えたが、自身は徳川家康家臣の大須賀康高の麾下となった。姉川の戦い、三方ヶ原の戦い、長篠の戦いに従軍。以後は武田氏との合戦で活躍し、家康より100貫文の地を与えられた。天正8年（1580年）駿河より帰還する際に田中城を通過したが、田中城兵が徳川軍を攻撃してきたため、大須賀隊がこれに応じる事となった。吉治は先駆けとなって「あけつち曲輪」まで攻め入ったが、門近くで鉄砲に被弾した。吉治は駆けつけてきた久世広宣に城中へ攻め入るように伝えたが、直後に再度銃弾が吉治の胸を貫いて戦死した。家督は当時はまだ幼児だった子の吉直が継いだ。
吉治の武功は家康からも高く評価されており、後年田中城に来るたびに「これ吉治が討死の地なり」と言ったという。また大須賀康高の臣下で吉治以上の者はいないと言ったともいう。